# Deborah Rennard
Deborah Rennard, född 4 november 1959 i Los Angeles, är en amerikansk skådespelerska, främst känd för sin roll som Sly Lovegren i TV-serien Dallas. Hon medverkade i nästan alla säsonger av serien och i den första filmen Dallas - J R kommer tillbaka i rollen som trogen sekreterare. 
Rennard har även medverkat i Våra bästa år och Family Law.
Mellan 1997 och 2016 var hon gift med manusförfattaren Paul Haggis som ligger bakom filmer som exempelvis Million Dollar Baby, Casino Royale och Letters from Iwo Jima.